# Show dos Beatles no Shea Stadium
O Show dos Beatles no Shea Stadium é o famoso show dos Beatles realizado no estádio de beisebol Shea Stadium, em Nova York. O show tomou grande repercussão na época pois foi o primeiro show de rock realizado em um estádio aberto. Na época, o evento bateu o record de audiência com cerca de 55.600 pessoas presentes. A primeira apresentação dos The Beatles neste estádio ocorreu em 15 de agosto de 1965. Eles voltaram a se apresentar no Shea Stadium em 23 de agosto de 1966, com um público ligeiramente menor, com 11.000 lugares disponíveis

## Músicas do Show de 1965
1. Twist and shout
2. She´s a woman
3. I Feel Fine
4. Dizzy Miss Lizzy
5. Ticket to Ride
6. Everybody´s Trying To Be My Baby
7. Can't Buy Me Love
8. Baby's In Black
9. Act Naturally
10. A Hard Day´s Night
11. Help!
12. I´m down

## Músicas do Show de 1966
1. Rock and Roll Music
2. She´s a Woman
3. If I Needed Someone
4. Day Tripper
5. Baby´s in Black
6. I Feel Fine
7. Yesterday
8. I Wanna Be Your Man
9. Nowhere Man
10. Paperback Writer
11. I´m Down